# Баррос Арана, Диего
Диего Хасинто Агустин Баррос Арана (16 августа 1830 — 4 ноября 1907) — чилийский историк, педагог и дипломат. Считается крупнейшим чилийским историком XIX века. Его главный труд — Historia Jeneral de Chile (рус. «Всеобщая история Чили») представляет собой 15-томную работу, которая охватила более 300 лет истории страны.

## Биография
Баррос Арана имел баскское происхождение, родился в богатой семье купца. Его мать умерла, когда ему было лишь четыре года, поэтому воспитанием его занималась тётя со стороны отца, бывшая ревностной католичкой. Учился в Национальном Институте, где изучал латынь, французский язык, философию, грамматику и Священное Писание, но не историю Чили, которую тогда отдельно ещё не преподавали; историю он начал изучать самостоятельно, читая труды современников и предшественников. В конце университетского обучения заинтересовался французской литературой и даже сделал несколько переводов на испанский, но впоследствии перешёл к исторической работе.
С 1850-х годов был активно вовлечён в политику, придерживаясь либеральных идей и, несмотря на полученное воспитание, выступая против католической церкви. Из-за участия в заговоре против президента Мануэля Монтта был вынужден бежать в Аргентину, где при поддержке Бартоломе Митре получил возможность поработать в местных архивах и библиотеках, а затем в Европу. 
В Чили Баррос Арана вернулся в 1863 году, был назначен ректором Национального Института, начал преподавательскую карьеру, несколько раз назначался деканом факультета философии и гуманитарных наук в Университете Чили и был ректором этого университета с 1893 по 1897 годы. В 1897 году был вынужден покинуть пост ректора, а затем и сам институт ввиду конфликта с министерством образования по поводу принятия закона о свободе экзаменов (позволявшего сдавать вступительные экзамены в университет в своей школе, а не в самом университете), противником которого он являлся.
После этих событий Баррос Арана посвятил себя исторической науке, перешёл на дипломатическую службу и был отправлен в Аргентину с важной миссией установления границ между Аргентиной и Чили в Патагонии, тогдашней территории коренных народов. В 1902 году принял участие в международном конгрессе по вопросам образования в Сантьяго.